# Скалецький Родіон Андрійович
Родіон Андрійович Скалецький (23 листопада 1899, с. Михайлівка Бершадського р-ну Вінницької обл. — 22 березня 1984) — український композитор, послідовник Миколи Леонтовича, автор близько 100 оригінальних творів, хоровий диригент.

## Життєпис
В 1922 - 1925 роках навчався в Одеському інституті народної освіти, де організував студентський хор. Потім працював учителем історії, мови і літератури та співів в трудшколах, профшколах, технікумах, робфаках і керував хорами.
В 1924 році одружився з Н. Ф. Кільчевською, в 1926 році народилась донька Наталія.
В Тульчині 7 років керував окружною співочою капелою ім. М. Леонтовича. Тут ним була складена перша збірка записаних, оброблених народних пісень, написано кілька власних творів.
У 1933 був респресований.
Реабілітацією композитора, колишнього в'язня КДБ, займалися навіть працівники СБУ. Вони взялися з'ясувати десятиліттями замовчувані обставини вбивства Леонтовича і розповісти про долю колишнього в'язня КДБ № 13 Скалецького. Комітет державної безпеки у 1932 році виявив джерело тієї самої небезпеки в колі мирного тульчинського вчительства. Центральною фігурою вважався саме Родіон Скалецький, послідовник вже знищеного Леонтовича:
|  | «Група вчителів, пов'язана між собою єдиною контрреволюційною ідеологією і ворожим ставленням до радянської влади і її заходів, маючи також в більшості за собою контрреволюційне минуле і зв'язки, зайняла за сприяння один одному командні пости в середніх школах Тульчина, а також в інспектурі народної освіти. Вони завзято оточували себе контрреволюційним елементом: колишніми офіцерами, петлюрівцями, вихідцями з духовенства та іншими з колишніх людей, влаштовуючи їх також в школах і цим самим зберігаючи в радянському апараті контрреволюційні кадри .... Обвинувачений Скалецький Родіон Андрійович винним себе в приналежності до контрреволюційної організації не визнав і заявив, що брав лише участь в антирадянських розмовах і критиці заходів радянської влади. Все ж, слідством встановлюється, що Скалецький, будучи шовіністично налаштованим, протягував свою ідею через керовану ним капелу ім. Леонтовича, організовану, в основному, з соціально чужого елементу» |

До честі друзів Скалецького, жоден з них не став наклепником, але заплатили за це своєю свободою — всі вони потрапили до таборів. Григорій Сакович, вчитель Тульчинської школи, засуджений до 8 років концтаборів, по справі Скалецького давав такі свідчення:
|  | "Взагалі треба сказати, що Скалецький був у добрих стосунках з усіма своїми знайомими, яких він мав дуже багато, любив поговорити. Особливо з жінками на "порожні" теми" |

Подальша доля Григорія невідома. Федір Лебідь, директор Тульчинської школи, засуджений до 3-х років сибірських концтаборів:
|  | "Скалецький дуже любив говорити про музику, про становище капели. Часто він запрошував мене до себе прослухати нову річ, яку він склав, дати їй оцінку. Скалецький найбільше симпатизував Леонтовичу, з його школою пов'язував і свою музичну кар'єру" |

Немає компромату і у свідченнях інших п'яти людей, які проходили по цій справі. Родіона Скалецького на три роки заслали у містечко Валуйки Курської області. У своїх спогадах композитор писав:
|  | "Бути адміністративно-висланим з території УРСР — означає бути соціально небезпечним. Цей запобіжний захід для мене абсолютно незаслужений ..." |

Намагаючись здобути прихильність радянської влади, він писав бадьоро-патріотичні описи:
|  | "Поряд з диригентською роботою я чимало написав і зараз пишу революційні пісні, частина яких вже вийшла з друку, а частина готова. Такі, наприклад, "Бойова пісня" — присвячена 15-й річниці Червоної Армії, "Будапештський марш" |

У його репертуарі з'явився навіть «Марш ГПУ», присвячений десятиліттю створення цієї організації. 
Лише в 1946 році він знову почав працювати у школах Вінниччини.
Писав музику на тексти М. Рильського, П. Тичини, В. Сосюри, М. Кознанської, І. Неходи. Репертуар хорів Р.А. Скалецького складав понад 80 творів, серед яких і його власні.
В 1955 році в Москві був відзначений дипломом на конференції, де виступав з доповіддю по музвихованню.
Повернувшись на батьківщину, Скалецький знову повернувся до викладання. З 1964 по 1969 працював методистом кабінету музики Вінницькому інституті удосконалення вчителів, відповідальним секретарем обласного відділення музичного хорового товариства.
В ці роки він опрацював та склав кілька збірок: «Стелися барвінку», «Весілля», «Весняне коло», обробив два збірника народних пісень, написав кільканадцять хорових творів на тексти радянських поетів та класиків української літератури, написав пісню про рідне село Михайлівку на текст свого земляка І. Палагнія, музику до текстів обрядів: «Весілля на Поділлі», «Щедрий вечір», «Зустріч весни».
В обласному Будинку народної творчості він очолював хорове товариство, а в 1970 році організував хор ветеранів Великої Вітчизняної війни, був його керівником і головним диригентом.
У 1970 році вийшов на пенсію.
Помер 24 березня 1984 р. Похований на Лісовому кладовищі в Києві поряд з дружиною Надією Федорівною.
У творчому спадку 598 творів, з них 373 — друкованих, а 225 — в рукописах. Композитор написав близько 100 оригінальних творів, обробив багато народних пісень.

## Вшанування пам'яті
- У Вінниці на честь композитора названа вулиця.
- Частина його культурної спадщини зберігається у районному краєзнавчому музеї.
- З 1990 у Михайлівці працює музей Р. А. Скалецького, в якому зберігаються особисті речі композитора, його твори, рояль.
- З 2009 Бершадська дитяча музична школа носить ім'я композитора.
- 22 листопада 2011 на території районного краєзнавчого музею та Бершадської дитячої музичної школи встановлено погруддя композитора.[1]